# Дневной поезд
«Дневной поезд» — советский художественный телефильм 1976 года.

## Сюжет
Две старые подруги Люба и Лиза, в прошлом — театральные актрисы, давно живущие в разных городах (в Ленинграде и Москве), пытаются устроить личную жизнь своих уже взрослых детей.
Игорь (Валентин Гафт), сорокадвухлетний холостяк, приезжает в Ленинград на выходные и останавливается у Елизаветы Михайловны Карцевой (Римма Быкова). Её дочери Вере (Маргарита Терехова) предстоит в эту слякотную, почти зимнюю погоду «выгуливать» столичного гостя и показывать местные достопримечательности.
Взрослые люди, вполне разгадавшие «заговор» матерей, почти не пытаются произвести впечатление друг на друга, но эти два-три дня так или иначе будут вынуждены провести вместе. В пятницу вечером Вере приходится взять с собой Игоря на свадьбу своей подруги Полины (Алла Мещерякова); в субботу Игорь, не сумев выстоять многочасовую очередь в Эрмитаж, набирается смелости нанести в сопровождении Веры визит старинным своим друзьям (Алла Покровская и Виктор Борцов), которые даже своего первенца назвали Игорем. По возвращении из гостей Вера упрекает Игоря в зависти к старому приятелю. В ответ Игорь парирует, что ей не о чем беспокоиться и, если он ей не нравится, то он скоро уедет. Между ними возникает отчуждение.
Игорю, которому Вера откровенно симпатична, «по старой привычке хочется нравиться». Но он сам чувствует, что, вероятно, действовал по привычному шаблону и несколько перестарался. Он сворачивает своё пребывание в Ленинграде, меняет купленный ранее билет на «Красную стрелу» и уезжает в воскресенье дневным поездом. А Вера вдруг столь же неожиданно ощущает, что внезапно появившееся желание проводить Игоря на вокзал — возможно, нечто большее, чем просто вежливость.

## В ролях
- Маргарита Терехова — Вера Карцева, патентовед, работает в патентном бюро
- Валентин Гафт — Игорь, инженер
- Римма Быкова — Елизавета Михайловна, мать Веры, бывшая актриса
- Татьяна Лаврова — Лида Горюнова, подруга Веры, горнолыжный тренер
- Алла Мещерякова — Поля, невеста, подруга Веры, врач
- Светлана Немоляева — Тамара, подруга Веры, врач
- Виктор Борцов — Гоша, инженер, друг и однокашник Игоря
- Алла Покровская — Инга, жена Гоши
- Татьяна Сверчкова — Катя, пятилетняя дочь Гоши и Инги
- Галина Инютина — Зинаида Николаевна Алексеева, бывшая актриса, давняя подруга Елизаветы Михайловны
- Татьяна Бестаева — сотрудница патентного бюро, сослуживица Веры
- Лариса Барабанова — гостья на свадьбе
- Вячеслав Кутаков — писатель, пришедший за рукописью
- Елена Санько — тётя Тоня
- Владимир Приходько — Семечкин, коллега Полины, гость на свадьбе
- Михаил Горюнов — начальник патентного бюро
- Пётр Складчиков — инженер, обратившийся в патентное бюро
- Павел Иванов  — гость на свадьбе, адвокат
- Валерий Анисимов — гость на свадьбе
- Валерий Афанасьев — гость на свадьбе
- Александра Ислентьева — кассир на вокзале
- Бронислава Захарова — эпизод
- Алексей Преснецов — эпизод
- Сергей Богуслаев — эпизод
- Валентина Коротаева — эпизод
- Слава Аксёнов — эпизод
- Володя Жуков — эпизод
- Женя Лесин — эпизод
- Миша Пукемо — эпизод
- Галина Медведева — эпизод
- Евгений Никулин — эпизод
- Ирина Петровская — эпизод
- Юрий Дубов — эпизод
- Александр Алексеев-Валуа — экскурсовод (нет в титрах)

## Съёмочная группа
- Автор сценария — Борис Золотарёв
- Режиссёр-постановщик — Инесса Селезнёва
- Операторы-постановщики: Владимир Ошеров, Валентин Халтурин
- Художник-постановщик — Пётр Пророков
- Композитор — Алексей Рыбников

## Съёмки
На свадьбе у подруги Вера Карцева танцует под мелодию «Млечный Путь» из фильма «Большое космическое путешествие» со знакомым адвокатом, которого играет Павел Иванов; и он же в том фильме сыграл командира космического корабля.